# Vindlad klockmurkla
Vindlad klockmurkla (Verpa bohemica) är en svampart som först beskrevs av Julius Vincenz von Krombholz, och fick sitt nu gällande vetenskapliga namn av Joseph Schröter 1893. Vindlad klockmurkla ingår i släktet Verpa och familjen Morchellaceae.  Arten är reproducerande i Sverige. Utöver nominatformen finns också underarten bispora.

## Källor

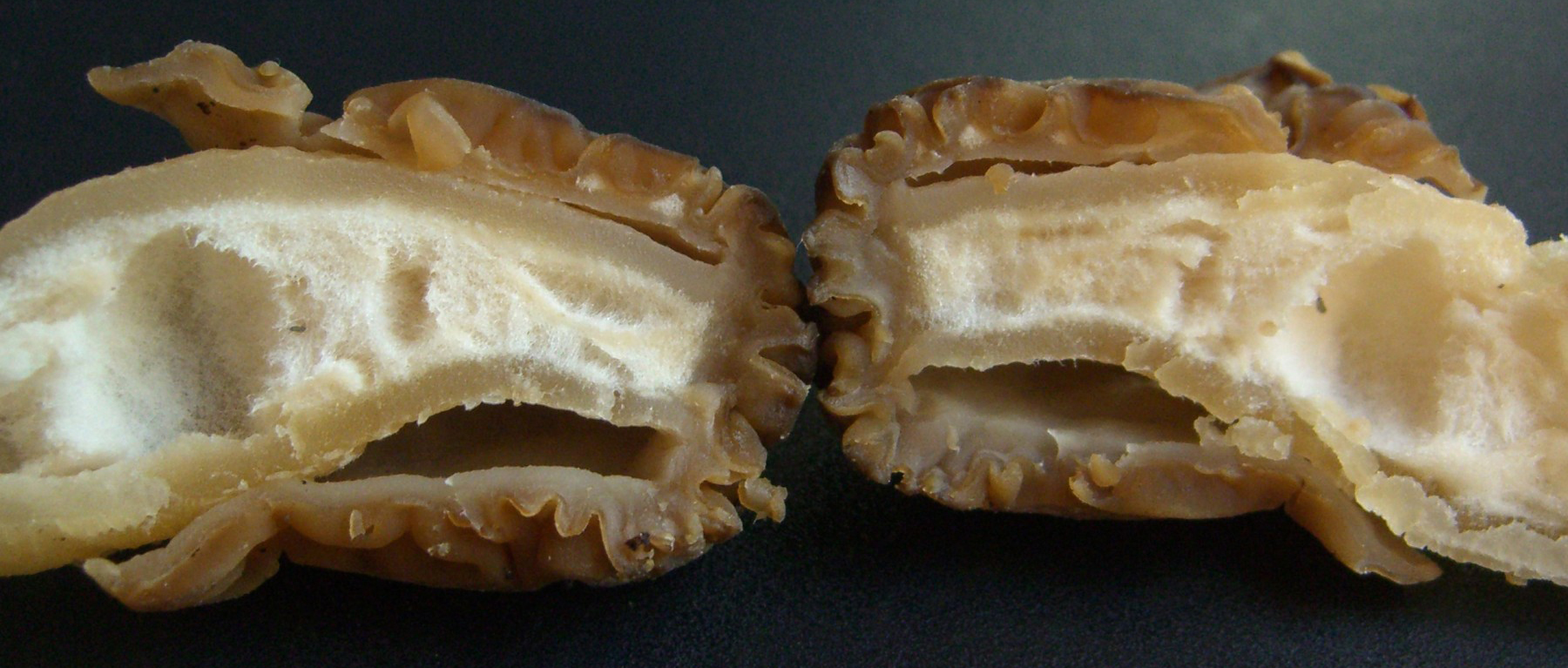
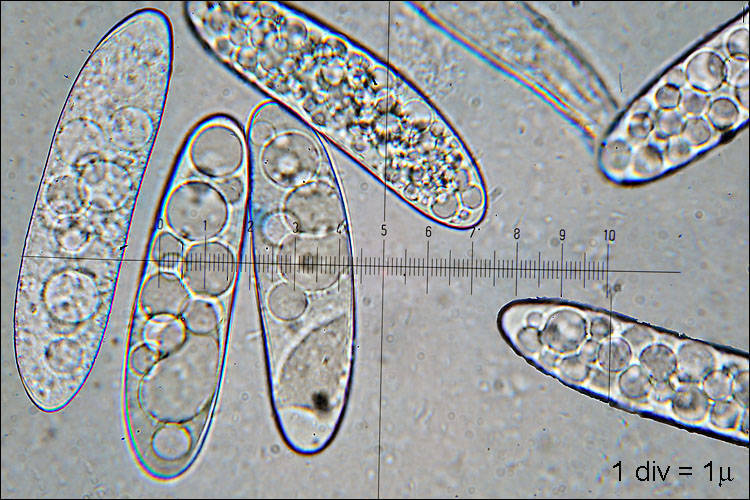
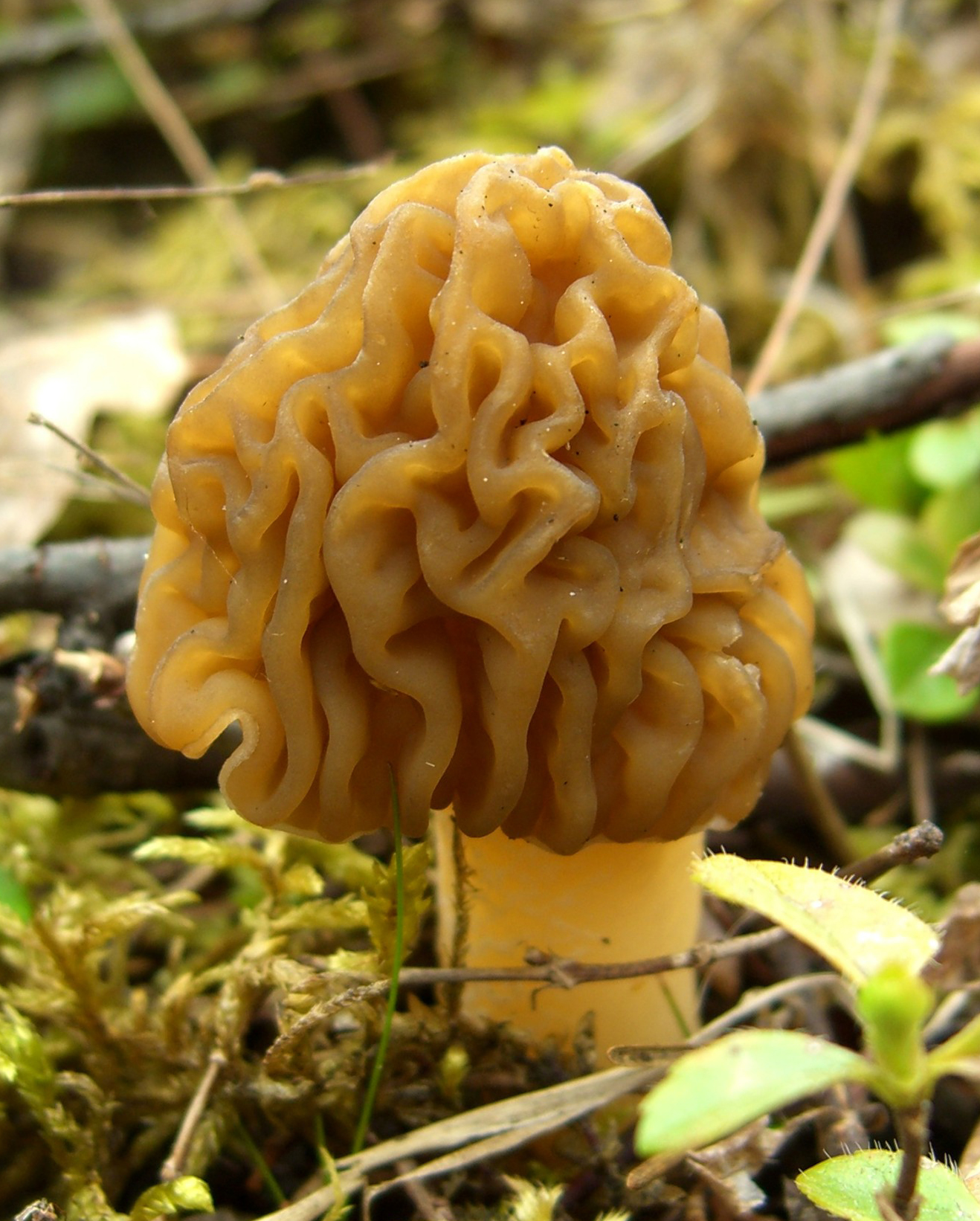
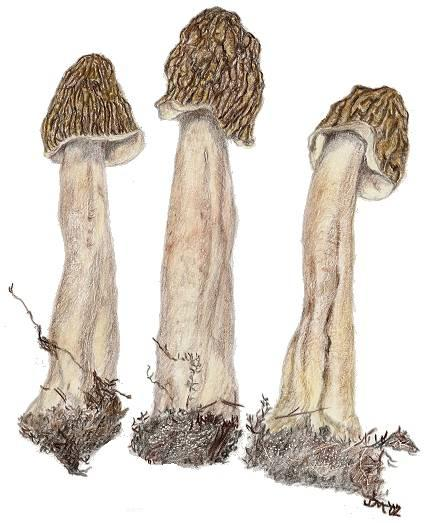